# Рыба в геральдике
Рыба (греч. ихтиос) — естественная негеральдическая гербовая фигура.
В геральдической иерархии «рыбы в гербах менее ценны, чем четвероногие и птицы».

## Общая информация
В средневековой геральдике, поскольку рыба в целом символизировала безгласие, использовалась крайне редко, поэтому в государственных гербах, как правило, отсутствует. В современных государственных гербах рыбы используются, как щитодержатели у стран океанических стран: Барбадос (правый — фактически дельфин) и Сейшельских островах, символизируя изображения местных океанических рыб.
Рыбы довольно часто используются в территориальной геральдике, городских и родовых гербах: Зальфельд, Кайзерслаутерн, Зандворт, Ансбах.
В польской геральдике имеется герб: Вадвич.
В русской геральдике нашла распространение в гербах городов расположенных на крупных реках и служит обозначением рыболовства, рыбного изобилия в тех местах или областях. В виде эмблемы чаще всего изображаются осетровые (осётр, белуга), наделённые характерными внешними чертами. Встречаются также: судаки, сазаны, карпы. На печати Ивана Грозного в 1577/78 годах символом Ярославля была рыба. Использовались в гербах: Великого Новгорода, княжества Белозёрского. В гербах дворянских и княжеских родов: Аладьины, Белосельские-Белозёрские, Вадбольские, Шелешпанские, Ухтомские, Карповы.
В западноевропейской геральдике, а особенно в германской, наиболее часто встречаются: барвена (усач) и лещ (чебак).
В скандинавской геральдике (шведской, датской, исландской) в основном используется изображение трески или особо удлиненной стилизованной сельди с короной («сельдяной король»).

## Блазонирование
Для блазонирования рыб разработан довольно точный терминологический словарь, в которой включены, как различные положения фигур, так и цвета анатомических частей. Чаще всего в гербах находятся рыбы без уточнения их вида. Если цвета отличаются от общего цвета рыбы, то блазонируются: чешуя, плавники, хвост, бородка (рыбьи усы).
Если изображена рыба вне воды, то речь идёт о религиозном человеке, который предпочёл смерть бесчестью.
| Вид рыбы                  | Описание |
| ------------------------- | --- |
| Вырезуб                   | Герб Нового Оскола. |
| Карась                    | Герб Короп и Ишима. |
| Кефаль                    | Считается хорошей рыбой. Геральдическая символика кефали означает «доброту и искренность человека, добрую славу, проистекающая из его заслуг». |
| Краснобородка (Seebarden) | Священная рыба богини-девственницы Артемиды, поэтому является символом целомудрия. |
| Красная рыба              | Герб городов: Лаишево, Хабаровск. |
| Лосось                    | Как и форель, символ честности, идёт наперекор трудностям, потому что эта рыба умеет плыть против течения в быстрых водах. Встречается в гербах северных стран. |
| Осётр                     | Герб городов: Серебряных Прудов, Жиганск, Азов, Таганрог, Балтийск. |
| Рыбы (без указания вида)  | Герб городов: Осташкова, Мурманск, Великий Новгород, Нарьян-Мар, Николаевск на Амуре, Невельск. |
| Сельдь                    | Является жертвой прожорливых людей, поэтому на протяжении многих веков служит источником средств существования рыбаков Северного моря. Герб Переславля-Залесского, Тагай. |
| Сёмга                     | Герб города Онега. |
| Сом (ит. «барбо»)         | Символическое значение — тайное решение, вызывающие неоднократные сложные попытки достичь страстно желаемой цели. Встречается в говорящих гербах Италии и Франции. Как и все остальные рыбы может изображаться плывущим поясом или расположенный столбом, но наиболее характерным изображением является, то, где два сома изогнуты и противообращены в столб. |
| Стерлядь                  | Герб городов: Саратов. Аткарск, Аркадак, Хвалынск, Шиханы, Энгельс, Ейск, Камышин, Царицын, Нарым, Белозерск, Вятскополянского района. |
| Треска (сухая треска)     | Останки сухой трески — солёной, как вобла, со снятой шкурой (серебряная с золотой короной в красном поле) изображена в гербе Дании, представляя в этом виде Исландию, которая полностью отделилась от Дании в 1944 году. |
| Угорь (ит. «ангилла»)     | Многими почитаем за змею и встречается в говорящих гербах. |
| Форель                    | Символ живучести, энергичности, подвижности и честности, идёт наперекор трудностям, потому что эта рыба умеет плыть против течения в быстрых водах. Символ щепетильности (не выносит засорённую, нечистую воду). Изображается всегда изогнутой и её тело покрыто крупными точками (пятнышками). Герб города Бугульма (изображена пеструшка, вид форели).      |
| Щука (ит. «люччо»)        | Хищница, символизирует жестокость, потому что пожирает даже представителей своего вида. Встречается только в говорящих гербах (Щукины). |

## Примеры

Герб Нового Оскола
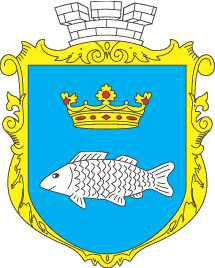
Герб Коропа
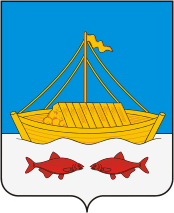
Герб Лаишево
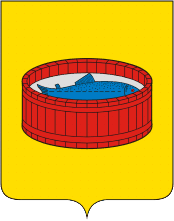
Герб Луги
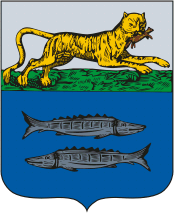
Герб Жиганска
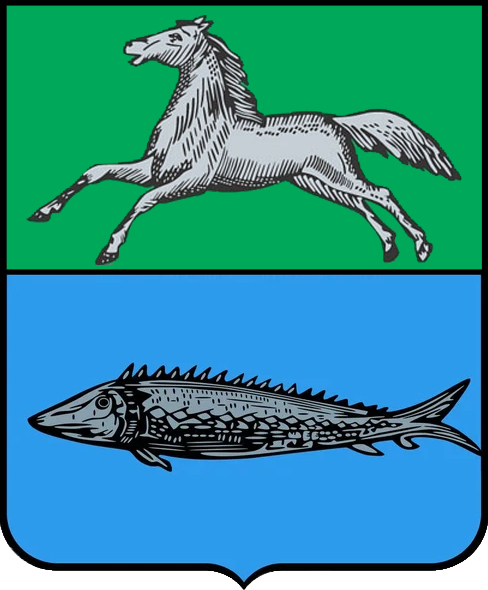
Герб Нарыма
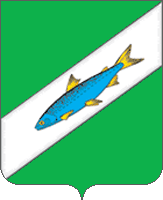
Герб Тагая
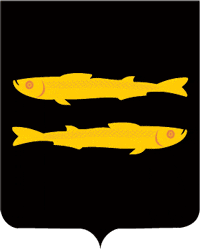
Герб Переславля-Залесского
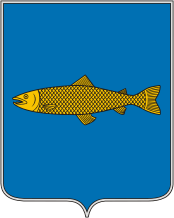
Герб Онеги
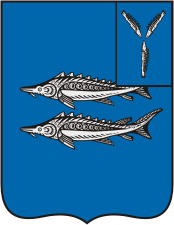
Герб Хвалынска
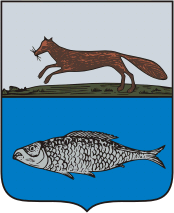
Герб Бугульмы
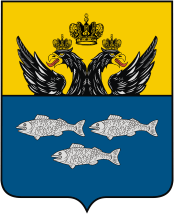
Герб Осташкова
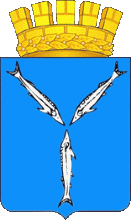
Герб Саратова
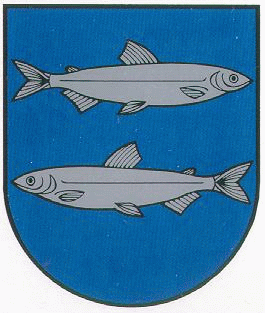
Герб Швенчёниса